# The Man from the Desert
The Man from the Desert è un cortometraggio muto del 1915 diretto da Ulysses Davis.

## Trama
Dopo tre anni di ricerche nel deserto, Warrington e Spencer decidono di metter fine alla loro società, dividendosi l'oro che hanno trovato. Ma Spencer, durante la notte, deruba il socio, lasciandogli solo un revolver e un biglietto dov'è scritto che un colpo di pistola è il modo più veloce per evitare una morte per sete. Nonostante sia rimasto senza i muli e privo di acqua, Warrington si salva, soccorso da Bill, un altro cercatore con il quale entra in società. I due trovano un ricco filone d'oro, diventando ricchi, ma la sete di vendetta nei confronti di Spencer non abbandona Warrington. Anni dopo, lascia il vecchio Bill per andare a Chicago dove ritrova Spencer. Conosce anche una ragazza di cui si innamora, ignorando che è la figlia del suo nemico. Ora il suo scopo è quello di rovinare Spencer e di ridurlo alla disperazione. Attraverso il vecchio Bill, fa recapitare di volta in volta al vecchio socio pezzi del biglietto che lui gli aveva lasciato nel deserto. Quello stillicidio fa impazzire di paura Spencer che Warrington porta alla rovina con speculazioni finanziarie. Warrington, deciso a finire il suo rivale, scopre però che quest'ultimo è il padre della ragazza che ama. Il suo furore si placa, giungendo a perdonarlo per amore della figlia.

## Produzione
Il film fu prodotto dalla Broadway Star Features (Vitagraph Company of America).

## Distribuzione
Distribuito dalla General Film Company, il film - un cortometraggio in tre bobine - uscì nelle sale cinematografiche statunitensi il 6 luglio 1915.